# Lichenostella hypotrachynae
Lichenostella hypotrachynae är en svampart som beskrevs av Etayo & Calat. 1999. Lichenostella hypotrachynae ingår i släktet Lichenostella, divisionen sporsäcksvampar och riket svampar.   Inga underarter finns listade i Catalogue of Life.